# Ulrika socken

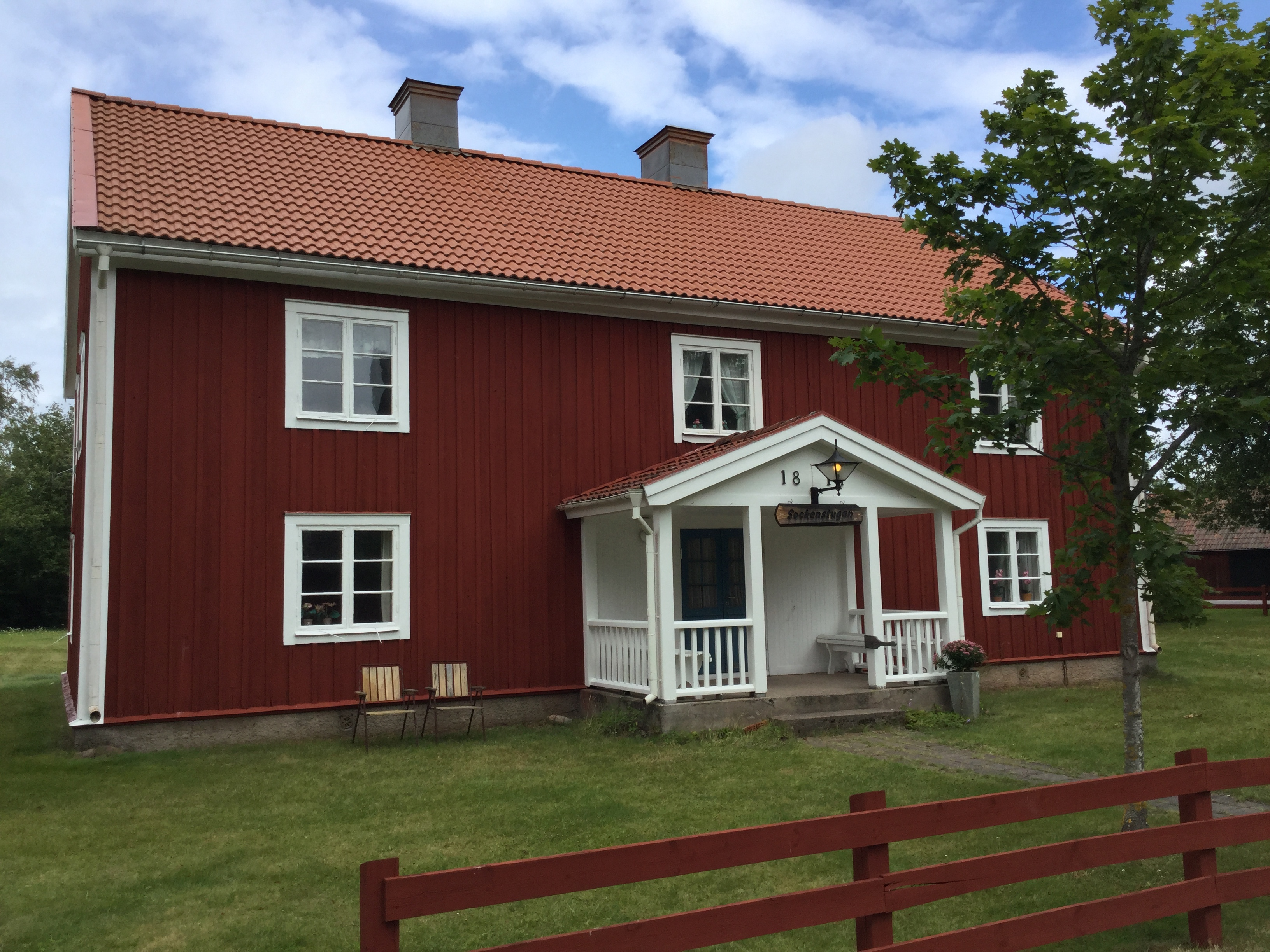
Ulrika sockenstuga

Ulrika socken i Östergötland ingick i Valkebo härad (före 1896 även delar i Vifolka härad, Kinda härad och Ydre härad), ingår sedan 1971 i Linköpings kommun och motsvarar från 2016 Ulrika distrikt.
Socknens areal är 130,23 kvadratkilometer, varav 124,35 land. År 2000 fanns här 409 invånare. Tätorten Ulrika med sockenkyrkan Ulrika kyrka ligger i socknen. 

## Administrativ historik
Ulrika socken bildades 9 januari 1736 och senare genom utbrytningar enligt nedan:
- Nykils socken och Gammalkils socken, Valkebo härad: Amundebo, Eksjöhult, Jordeberg, Smedstorp, Bäck (från Gammalkil till Ulrika enligt kungligt brev 22 april 1819), Haneberg, Källstorp, Sundstorp, Åsarp, Solltorp och Ycke prästgård.
- Kisa socken, Kinda härad: Emtefall, Kottebo, Kärr, Lindesfall, Pätorp, Säfsjömåla, Valvik, Viprödsle.
- Malexanders socken, Göstrings härad (hörde åtminstone i början av 1800-talet till Ydre härad): Nargöl
- Västra Hargs socken, Vifolka härad: Grytfall, Stora och Lilla Farsbo, Gördslegöl, Kalkegryt, Pikedal och utjorden Runnedalen (från 1778).

Häradstillhörigheterna för delarna bibehölls till 1896 då alla delar tillfördes Valkebo härad.
Vid kommunreformen 1862 övergick socknens ansvar för de kyrkliga frågorna till Ulrika församling och för de borgerliga frågorna till Ulrika landskommun. Landskommunen inkorporerades 1952 i Södra Valkebo landskommun och ingår sedan 1971 i Linköpings kommun.
1 januari 2016 inrättades distriktet Ulrika, med samma omfattning som församlingen hade 1999/2000.  
Socknen har tillhört samma fögderier och domsagor som socknens härader.  De indelta soldaterna tillhörde  Första livgrenadjärregementet, Stångebro kompani och Andra livgrenadjärregementet, Vifolka kompani

## Geografi och natur
Ulrika socken ligger nordost om Sommen med sjön Drögen i öster. Socknen består av en småkuperad sjörik skogs- och bergsterräng med höjder som når upp till 241 meter över havet.  Två naturreservat är belägna i Ulrika socken: Ycke urskog och Kottebo. I båda fallen rör det sig om skog som anses skyddsvärd. Flera urbergsgrottor finns i socknen. Den längsta och mest kända är Solltorpsgrottan.

## Fornlämningar
Kända från socknen är några gravar från järnåldern.

## Namnet
Namnet antogs vid bildandet av socknen 1736 efter dåvarande drottningen Ulrika Eleonora.

### Fotnoter
1. 1 2  Svensk Uppslagsbok andra upplagan 1947–1955: Ulrika socken
2. 1 2  Harlén, Hans; Harlén Eivy (2003). Sverige från A till Ö: geografisk-historisk uppslagsbok. Stockholm: Kommentus. Libris 9337075. ISBN 91-7345-139-8
3. ↑  Kyrkoarkivet för  Ulrika socken – Nationella arkivdatabasen, Riksarkivet
4. ↑  Administrativ historik för Ulrika socken (Klicka på församlingsposten). Källa: Nationella arkivdatabasen, Riksarkivet.
5. 1 2  Sjögren, Otto (1931). Sverige geografisk beskrivning del 2 Östergötlands, Jönköpings, Kronobergs, Kalmar och Gotlands län. Stockholm: Wahlström & Widstrand. Libris 9939
6. 1 2  Nationalencyklopedin
7. ↑  Fornlämningar, Statens historiska museum: Ulrika socken
8. ↑  Fornminnesregistret, Riksantikvarieämbetet: Ulrika socken Fornminnen i socknen erhålls på kartan genom att skriva in sockennamn (utan "socken") i "Ange geografiskt område"
9. ↑  Mats Wahlberg, red (2003). Svenskt ortnamnslexikon. Uppsala: Institutet för språk och folkminnen. Libris 8998039. ISBN 91-7229-020-X. https://isof.diva-portal.org/smash/get/diva2:1175717/FULLTEXT02.pdf